# Дайдо (нэнго)
Дайдо (яп. 大同 дайдо:, великое однообразие) — девиз правления (нэнго) японских императоров Хэйдзэя и Саги с 806 по 810 год .

## Продолжительность
Начало и конец эры:
- 18-й день 5-й луны 25-го года Энряку (по юлианскому календарю — 8 июня 806 года).
- 19-й день 9-й луны 5-го года Дайдо (по юлианскому календарю — 20 октября 810 года).

## Происхождение
Название нэнго было заимствовано:
- из Шу цзин:「汝則従、亀従筮従、卿士従、庶民従、是之謂大同」[4];
- из Ли цзи:「是故謀閉而不興、盗竊乱賊而不作、故外戸而不閉、是謂大同」[4].

## События
- 18 мая 809 (1-й день 4-й луны 4-го года Дайдо) — император Хэйдзэй заболел и отрёкся от престола; власть была передана его второму сыну, который вскоре прошёл церемонию интронизации под именем императора Сага, а старший сын стал буддийским священником;
- 810 год (5-й год Дайдо) — создание императором Сага исполнительного ведомства Курододокоро (яп. 蔵人所, Императорский архив); первоначально в ведении служителей императорского архива находились самые ценные рукописи и императорские рескрипты, но очень скоро он стал ведать всеми дворцовыми делами.

## Сравнительная таблица
Ниже представлена таблица соответствия японского традиционного и европейского летосчисления. В скобках к номеру года японской эры указано название соответствующего года из 60-летнего цикла китайской системы гань-чжи. Японские месяцы традиционно названы лунами.
| 1-й год Дайдо (Огненная Собака)    | 1-я луна*      | 2-я луна   | 3-я луна*              | 4-я луна  | 5-я луна* | 6-я луна* | 6-я луна (високосная) | 7-я луна*  | 8-я луна*   | 9-я луна   | 10-я луна  | 11-я луна    | 12-я луна     |
| ---------------------------------- | -------------- | ---------- | ---------------------- | --------- | --------- | --------- | --------------------- | ---------- | ----------- | ---------- | ---------- | ------------ | ------------- |
| Юлианский календарь                | 24 января 806  | 22 февраля | 24 марта               | 22 апреля | 22 мая    | 20 июня   | 19 июля               | 18 августа | 16 сентября | 15 октября | 14 ноября  | 14 декабря   | 13 января 807 |
| 2-й год Дайдо (Огненная Свинья)    | 1-я луна*      | 2-я луна   | 3-я луна*              | 4-я луна  | 5-я луна* | 6-я луна* | 7-я луна              | 8-я луна*  | 9-я луна    | 10-я луна* | 11-я луна  | 12-я луна*   |               |
| Юлианский календарь                | 12 февраля 807 | 13 марта   | 12 апреля              | 11 мая    | 10 июня   | 9 июля    | 7 августа             | 6 сентября | 5 октября   | 4 ноября   | 3 декабря  | 2 января 808 |               |
| 3-й год Дайдо (Земляная Крыса)     | 1-я луна       | 2-я луна   | 3-я луна*              | 4-я луна  | 5-я луна  | 6-я луна* | 7-я луна*             | 8-я луна   | 9-я луна*   | 10-я луна* | 11-я луна  | 12-я луна    |               |
| Юлианский календарь                | 31 января 808  | 1 марта    | 31 марта               | 29 апреля | 29 мая    | 28 июня   | 27 июля               | 25 августа | 24 сентября | 23 октября | 21 ноября  | 21 декабря   |               |
| 4-й год Дайдо (Земляной Бык)       | 1-я луна*      | 2-я луна   | 2-я луна* (високосная) | 3-я луна  | 4-я луна  | 5-я луна* | 6-я луна              | 7-я луна*  | 8-я луна    | 9-я луна*  | 10-я луна  | 11-я луна*   | 12-я луна     |
| Юлианский календарь                | 20 января 809  | 18 февраля | 20 марта               | 18 апреля | 18 мая    | 17 июня   | 16 июля               | 15 августа | 13 сентября | 13 октября | 11 ноября  | 11 декабря   | 9 января 810  |
| 5-й год Дайдо (Металлический Тигр) | 1-я луна*      | 2-я луна   | 3-я луна*              | 4-я луна  | 5-я луна* | 6-я луна  | 7-я луна              | 8-я луна*  | 9-я луна    | 10-я луна  | 11-я луна* | 12-я луна*   |               |
| Юлианский календарь                | 8 февраля 810  | 9 марта    | 8 апреля               | 7 мая     | 6 июня    | 5 июля    | 4 августа             | 3 сентября | 2 октября   | 1 ноября   | 1 декабря  | 30 декабря   |               |

* звёздочкой отмечены короткие месяцы (луны) продолжительностью 29 дней. Остальные месяцы длятся 30 дней.